# Université d'art de Musashino
L'université d'art de Musashino (武蔵野美術大学, Musashino Bijutsu Daigaku, MAU) est une université privée située dans la ville de Kodaira, à l'ouest de Tokyo, fondée en 1962 et dont l'histoire remonte à 1929.
L'école d'art Teikoku (帝国美術学校), Teikoku Bijutsu Gakkō; ce qui signifie « école impériale d'art ») est fondée en 1929; en 1948 elle devient l'école d'art de Musashino (武蔵野美術学校), Musashino Bijutsu Gakkō), et en 1962, l'université d'art de Musashino. C'est l'une des universités d'art de premier plan au Japon.
Dès son origine, l'université enseigne les beaux-arts et le design industriel, et ajoute plus tard l'architecture, la mode, et d'autres domaines.
Sa bibliothèque comporte des rayonnages qui semblent s'élever en spirale à l'infini, comme une "forêt infinie de livres". De l'extérieur, à travers le vitrage multicolore qui recouvre l'ensemble, le passant aperçoit des milliers d'étagères en bois, dont un grand nombre sont délibérément restées vides et qui font office de cloisons de séparation entre les pièces. Les zones de lecture sont reliées les unes aux autres par de petites passerelles. L'édifice a été conçu par l'architecte japonais Sou Fujimoto qui a déclaré n'avoir voulu construire qu'une "simple" bibliothèque.
L'UAM a conclu des accords d'échange avec des universités d'autres pays. Elle dispose d'une école d'études supérieures qui délivre des diplômes de maîtrise et de doctorat.
En juillet 2024, l’université annonce sa décision d'augmenter les frais d'inscription pour les étudiants étrangers à mesure de 363.000 yen, soit 20 % de plus que pour les étudiants japonais.

## Étudiants et professeurs notables
- Michiyo Akaishi, mangaka
- Yūtokutaishi Akiyama, graveur, photographe
- Ume Aoki, mangaka
- Taku Aramasa, photographe
- Christophe Charles, artiste, musicien
- Motoko Dobashi
- Hiroki Endo, mangaka
- Kenya Hara, designer
- Seiichi Hishikawa, réalisateur, directeur artistique, photographe
- Katsuhito Ishii, réalisateur
- Koji Ishikawa, illustrateur
- Hiroshi Kashiwagi, critique de design
- Satoshi Kon, réalisateur d'anime et mangaka
- Fusako Kuramochi, mangaka
- Keita Kurosaka, réalisateur d'anime
- Izumi Miyazaki, étudiante, photographe
- Ryū Murakami, romancier et réalisateur
- Yurie Nagashima, photographe
- Tatzu Nishi, artiste d'installation
- Yoshiharu Sekino, anthropologue culturel
- Soji Shimada, romancier
- Yuko Shimizu, designer
- Keita Takahashi, concepteur de jeux
- Yellow Tanabe, mangaka
- Yoshihiko Wada, peintre
- Bunpei Yorifuji, illustrateur

## Source
- (en) Cet article est partiellement ou en totalité issu de l’article de Wikipédia en anglais intitulé « Musashino Art University » (voir la liste des auteurs).